# Juruviara-de-noronha
A juruviara-de-noronha (Vireo gracilirostris), conhecida localmente como sebite, é uma espécie de ave passeriforme, pertencente ao numeroso gênero Vireo da família Vireonidae. É endêmica da ilha atlântica de Fernando de Noronha, na costa nordeste do Brasil.

## Habitat
Esta espécie é comum em florestas, jardins ou arbustos, principalmente onde existem pequenas figueiras. Está ausente em clareiras, mas persiste facilmente em hábitats secundários.

## Conservação
A espécie foi classificada como quase ameaçada pela IUCN porque sua população total, estimada em 1000 indivíduos, está restrita a uma pequena ilha e ilhotas adjacentes. Portanto, está sujeita a riscos de eventos estocásticos, embora não haja ameaças iminentes conhecidas e sua tendência populacional seja estável.